# Perrine Laffontová
Perrine Laffontová (* 28. října 1998 Lavelanet) je francouzská akrobatická lyžařka, olympijská vítězka v jízdě v boulích. Je studentkou Université Savoie-Mont-Blanc.
Ve Světovém poháru debutovala jako patnáctiletá. Na Zimních olympijských hrách 2014 byla nejmladší francouzskou olympioničkou v historii a skončila na čtrnáctém místě. V roce 2015 se stala juniorskou mistryní světa v jízdě v boulích na čas i v paralelní jízdě v boulích. Na seniorském mistrovství světa v akrobatickém lyžování 2017 vyhrála paralelní závod a byla druhá v jízdě v boulích. Na ZOH 2018 zvítězila o devět setin bodu před obhájkyní titulu Justine Dufour-Lapointeovou z Kanady. Na MS 2019 získala zlatou a bronzovou medaili. Je také vítězkou celkového hodnocení Světového poháru v jízdě v boulích z let 2018 a 2019 a absolutní vítězkou z roku 2019.